# Скокан, Давид
Давид Скокан (словац. Dávid Skokan; род. 6 декабря 1988 года, Попрад, Чехословакия) — словацкий хоккеист, центральный нападающий. Выступает за «Слован» (Братислава) в Словацкой Экстралиге.

## Карьера
Воспитанник хоккейной школы ХК «Попрад». Выступал за ХК «Попрад», «Римуски Оушеаник» (QMJHL).
В составе национальной сборной Словакии провел 2 матча. В составе молодежной сборной Словакии участник чемпионатов мира 2006, 2007 и 2008.

## Достижения
- Чемпион Словакии (2012)

1. ↑  https://www.iihf.com/en/events/2017/wm/teams/roster/45633/slovakia — Международная федерация хоккея на льду.
2. ↑  https://www.mountfieldhk.cz/soupiska.asp?id_type=1&sezona=2015&kategorie=MUZ — Маунтфилд.